# SNF8
La proteína de clasificación vacuolar SNF8 es una proteína que en humanos está codificada por el gen SNF8.  Es un componente del complejo de clasificación endosomal requerido para el transporte II (ESCRT-II), que se requiere para la formación de cuerpos multivesiculares (MVB) y la clasificación de proteínas de carga endosomal en MVB. La vía MVB media la entrega de proteínas transmembrana en el lumen del lisosoma para su degradación. El complejo ESCRT-II probablemente esté involucrado en el reclutamiento del complejo ESCRT-III. El complejo ESCRT-II también puede desempeñar un papel en la regulación de la transcripción al participar en la desrepresión de la transcripción por la ARN polimerasa II, posiblemente a través de su interacción con ELL. Requerido para la degradación de EGF y EGFR endocitosados, pero no para la internalización mediada por ligando de EGFR. También es necesario para la degradación de CXCR4. Requerido para la liberación exosomal de SDCBP, CD63 y syndecan.

## Organismos modelo
Se han utilizado organismos modelo en el estudio de la función SNF8, generando una línea de ratones knockout condicional, denominada Snf8 tm1a (EUCOMM) Wtsi  como parte del programa International Knockout Mouse Consortium. Este fue un proyecto de mutagénesis de alto rendimiento para generar y distribuir modelos animales de enfermedades a los científicos interesados.
Los animales machos y hembras se sometieron a un cribado fenotípico estandarizado para determinar los efectos de la deleción. Se llevaron a cabo veinticinco pruebas en ratones mutantes y se observaron dos anomalías significativas.  No se identificaron embriones mutantes homocigotos durante la gestación y, por lo tanto, ninguno sobrevivió hasta el destete. Las pruebas restantes se llevaron a cabo en ratones adultos mutantes heterocigotos; no se observaron anomalías significativas adicionales en estos animales.